# Katindi
 (octobre 2012).
Katindi est une petite ville du Togo

## Géographie
Katindi est situé à environ 63 km de Dapaong, dans la région des Savanes.

## Vie économique
- Coopérative paysanne

## Lieux publics
- École primaire
- Dispensaire